# 다테아이촌
다테아이촌(館合村)은 아키타현 히라카군에 있던 촌이다.

## 역사
- 1889년 4월 1일 - 정촌제 시행에 의해 2촌의 구역으로 성립하였다.
- 1955년 10월 1일 - 우스이 및, 미야타의 일부가 오모노가와정, 미야타의 일부가 다이유촌에 분할 편입해, 동일 다테아이촌이 폐지되었다.